# 梶本達哉
梶本 達哉（かじもと たつや、1986年8月21日 - ）は、兵庫県西脇市出身の元プロ野球選手（投手）。右投右打。

## 来歴・人物

### プロ入り前
西脇高時代は、甲子園出場経験は無し。
高校卒業後は、天理大学へと進学するも休学し、2007年に四国・九州アイランドリーグの愛媛マンダリンパイレーツに入団。愛媛時代は29試合に登板し15勝6敗1セーブ、144奪三振、防御率2.27。最多勝のタイトルを獲得した。
2007年のプロ野球ドラフト会議でオリックス・バファローズから育成1巡目で指名を受け入団。

### プロ入り後
2008年5月30日、支配下選手登録される。ウエスタン・リーグでは24試合に登板し、0勝5敗で防御率4.29。勝ち星こそなかったが、チーム最多の投球回数となる77回2/3イニングを投げ、終盤にはクローザーも任された。
2009年5月25日、初めて一軍登録されたが登板機会の無いまま5月28日に登録抹消された。
2010年も、一軍登録されたが登板機会の無いまま抹消されシーズンを終える。ウエスタン・リーグでは7勝を挙げ最多勝のタイトルを獲得し、台湾で開催された第17回IBAFインターコンチネンタルカップの日本代表に選ばれた。
2011年は、5月12日に一軍登録され、5月14日の日本ハム戦でプロ初登板を果たした。しかし、その後の登板は無く、10月9日に戦力外通告を受け、12月2日に自由契約公示された。

## 選手としての特徴
最速149km/hのストレートとスライダーが武器で、プロ入り後にフォークを本格的に磨き落ち幅の違う2種類を投げ分けていた。

## 詳細情報

### 年度別投手成績
| 年 度     | 球 団      | 登 板 | 先 発 | 完 投 | 完 封 | 無 四 球 | 勝 利 | 敗 戦 | セ 丨 ブ | ホ 丨 ル ド | 勝 率 | 打 者 | 投 球 回 | 被 安 打 | 被 本 塁 打 | 与 四 球 | 敬 遠 | 与 死 球 | 奪 三 振 | 暴 投 | ボ 丨 ク | 失 点 | 自 責 点 | 防 御 率 | W H I P |
| --------- | ---------- | ----- | ----- | ----- | ----- | -------- | ----- | ----- | -------- | ----------- | ----- | ----- | -------- | -------- | ----------- | -------- | ----- | -------- | -------- | ----- | -------- | ----- | -------- | -------- | ------- |
| 2011      | オリックス | 1     | 0     | 0     | 0     | 0        | 0     | 0     | 0        | 0           | ----  | 9     | 1.1      | 3        | 0           | 2        | 0     | 0        | 1        | 2     | 0        | 3     | 3        | 20.25    | 3.75    |
| 通算：1年 | 通算：1年  | 1     | 0     | 0     | 0     | 0        | 0     | 0     | 0        | 0           | ----  | 9     | 1.1      | 3        | 0           | 2        | 0     | 0        | 1        | 2     | 0        | 3     | 3        | 20.25    | 3.75    |

### 記録
NPB
- 初登板：2011年5月14日、対北海道日本ハムファイターズ7回戦（函館市千代台公園野球場）、7回裏2死に5番手で救援登板・完了、1回1/3を3失点
- 初奪三振：同上、8回裏に糸井嘉男から見逃し三振

### 独立リーグでの投手成績
| 年度      | 球団      | 登 板 | 完 封 | 勝 利 | 敗 戦 | セ │ ブ | 勝 率 | 投 球 回 | 与 四 球 | 与 死 球 | 奪 三 振 | 自 責 点 | 防 御 率 |
| --------- | --------- | ----- | ----- | ----- | ----- | ------- | ----- | -------- | -------- | -------- | -------- | -------- | -------- |
| 2007      | 愛媛      | 29    | 4     | 15    | 6     | 1       | .714  | 158.2    | 63       | 6        | 144      | 40       | 2.27     |
| 通算：1年 | 通算：1年 | 29    | 4     | 15    | 6     | 1       | .714  | 158.2    | 63       | 6        | 144      | 40       | 2.27     |

- 各年度の太字はリーグ最高

### 背番号
- 19 （2007年）
- 114 （2008年 - 2008年5月29日）
- 94 （2008年5月30日 - 同年終了）
- 99 （2009年 - 2011年）